# Haus der Kirche (Güstrow)

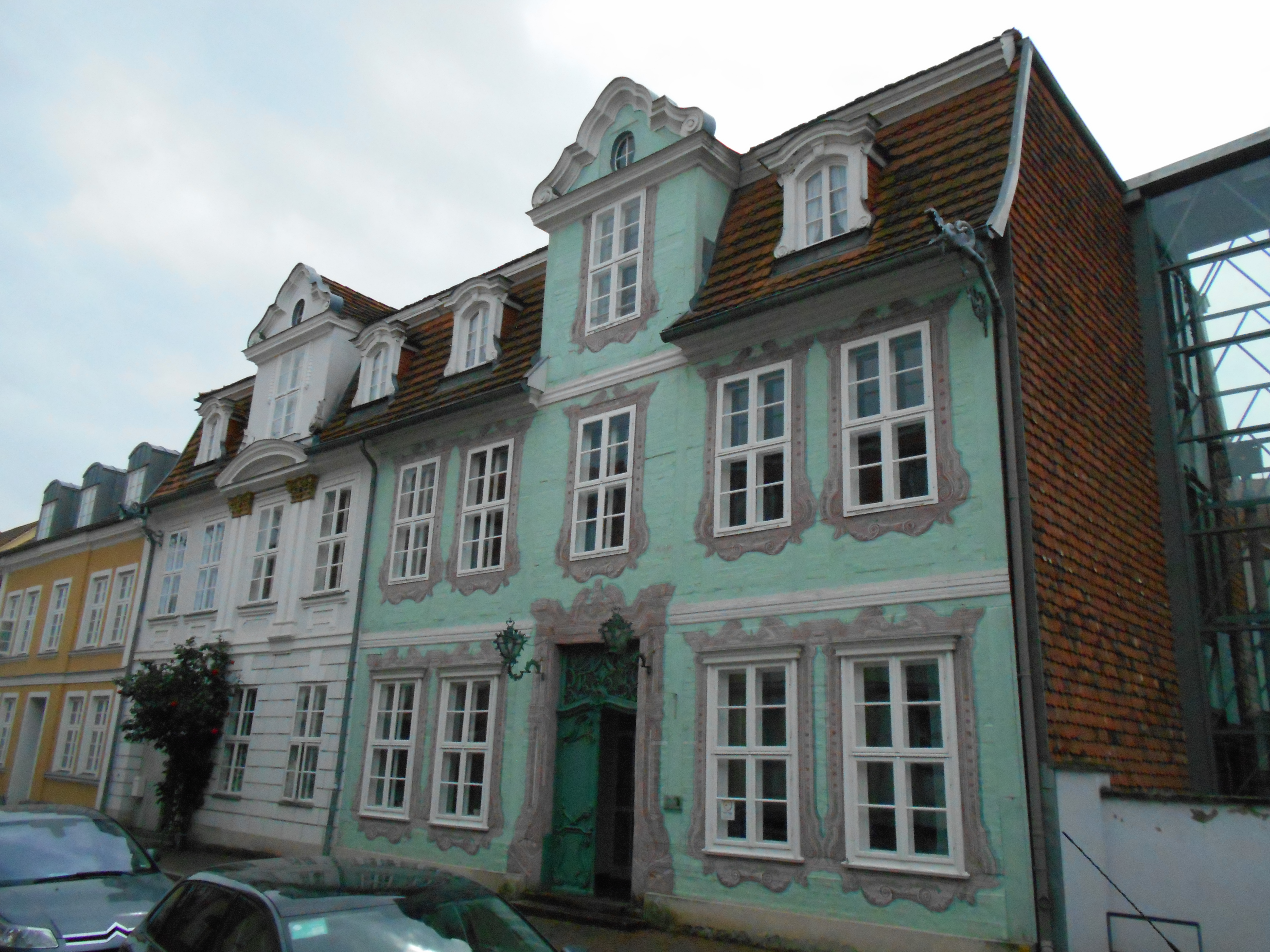
Haus der Kirche Güstrow

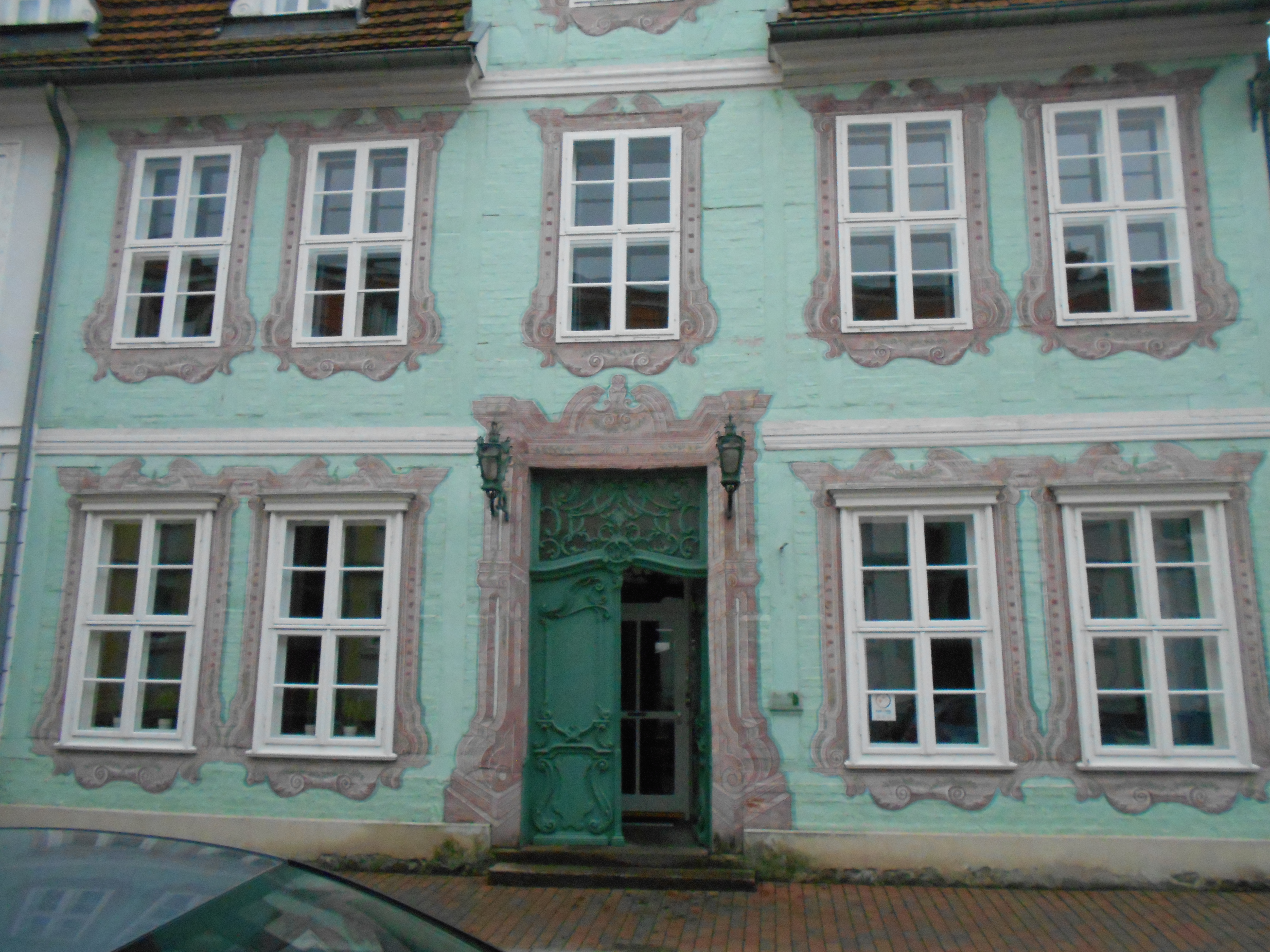
Fassadenmalerei im Westteil

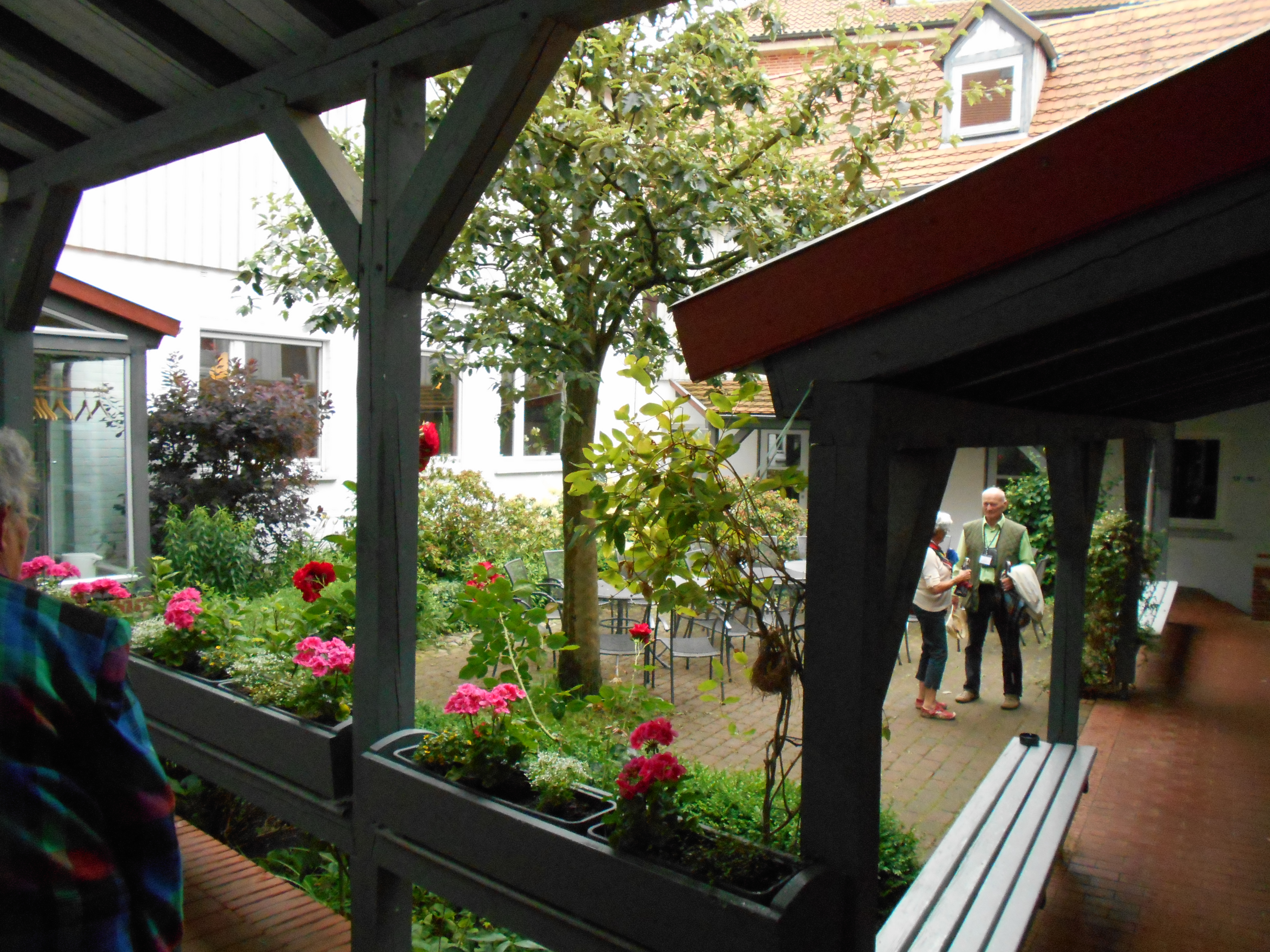
Innenhof

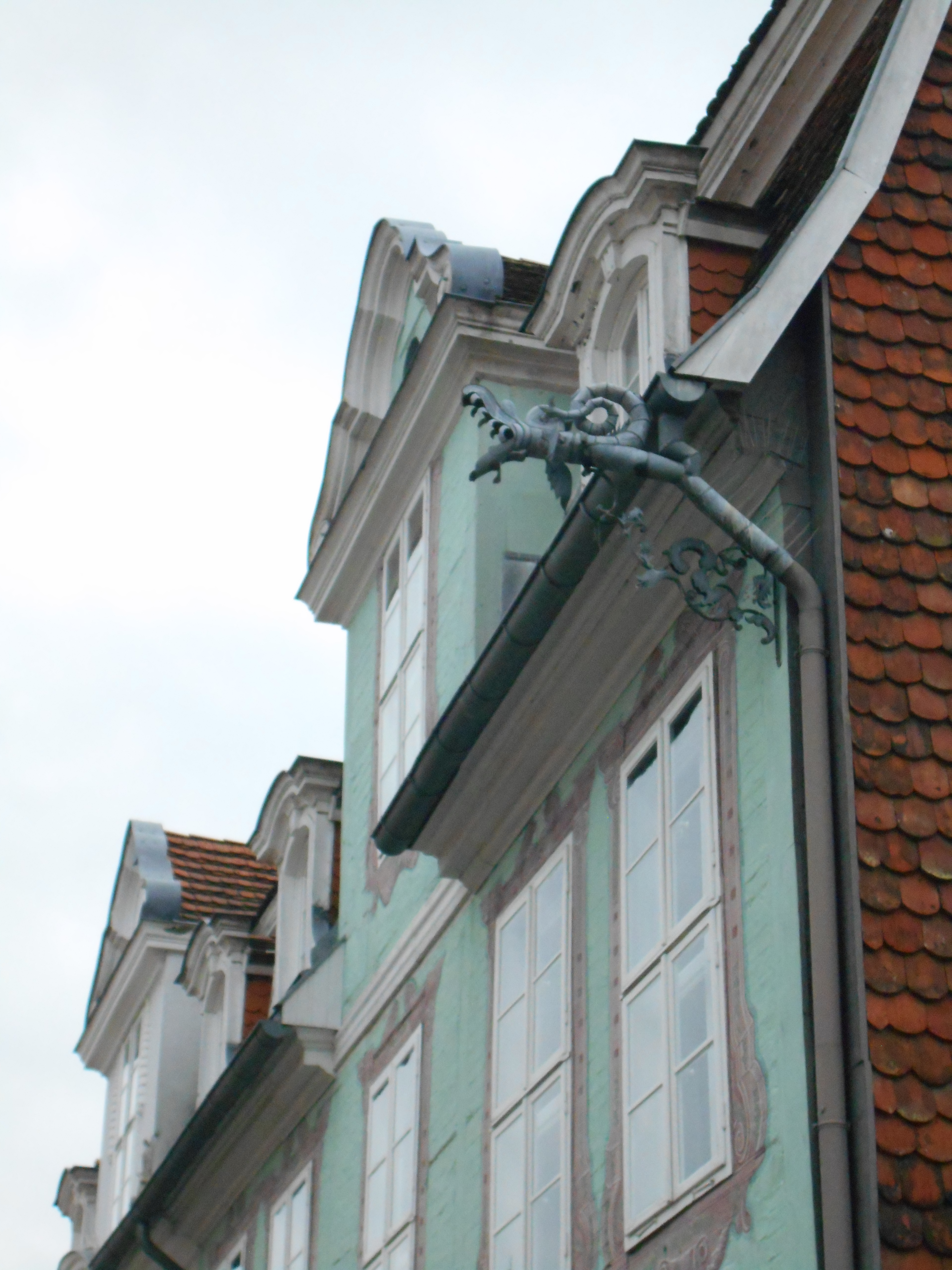
Fassadendetail

Das Haus der Kirche ist ein barockes Wohnhaus auf dem Grundstück Grüner Winkel 10 in Güstrow im Landkreis Rostock in Mecklenburg-Vorpommern. Es wird vom Evangelisch-Lutherischen Kirchenkreis Mecklenburg als Tagungszentrum genutzt, steht aber auch anderen Vereinen aus dem nichtkirchlichen Bereich als Tagungshotel zur Verfügung.

## Geschichte
Das neunachsige barocke Fachwerkhaus mit Mansarddach wurde um 1750 erbaut und war zuerst als Krüger-Hansensches Majoratshaus bekannt. Es diente als Wohnhaus für den jeweiligen Nutznießer des vom Senator Georg Heinrich Hansen († 1818) testamentarisch errichteten Familienfideikommisses. Bekanntester Bewohner war ab 1821 sein Neffe, der Arzt Bogislav Conrad Krüger-Hansen (1776–1850). Im Jahr 1925 wurde das Haus vom Gemeindehausverein gekauft und von diesem in verschiedener Weise genutzt. Nach 1933 fanden hier wichtige Veranstaltungen der Bekennenden Kirche statt. Da der Güstrower Dom in der Zeit des Nationalsozialismus von den Deutschen Christen beansprucht wurde, wurden hier Gottesdienste mit denjenigen Gemeindemitgliedern gefeiert, welchen der Besuch des Doms in dieser Zeit nicht möglich war. Nach dem Krieg wurde es zunächst als Lehrlings- und Schülerheim verwendet und konnte nur in geringem Umfang von den Gemeinden genutzt werden. Im Jahr 1956 wurde es nach dem Landessuperintendenten von Mecklenburg Sibrand Siegert (1890–1954) benannt. Dieser Namenszusatz wurde im Jahr 2024 auf Grund neuer Erkenntnisse über die Person Siegerts gestrichen. In den Jahren nach 1960 wurde das Bauwerk restauriert und auf neuen technischen Stand gebracht.
In den Jahren um 2012 war eine erneute Sanierung auf Grund von Schwammbefall erforderlich geworden, die 2016 abgeschlossen werden konnte.

## Architektur
Das Bauwerk ist ein teils verputztes, teils nur geschlämmtes Fachwerkhaus mit Mansarddach und wird durch erneuerte Seitenflügel zu einer Vierflügelanlage um zwei kleine Innenhöfe erweitert.
Bei einer Renovierung in den 1960er Jahren wurde die illusionistische Fassadenmalerei in den fünf westlichen Achsen nach Befund restauriert. Diese Restaurierung erbrachte den Beweis, dass der westliche Teil des Hauses älter ist. Als das Haus später um vier Achsen erweitert wurde, erhielt das ganze Haus eine einheitliche Putzgliederung mit Quadern im Erdgeschoss und Pilastern mit Segmentbogengiebel im Obergeschoss, wie sie in den vier östlichen Achsen erhalten ist.
Über der dritten und der siebenten Achse sind Zwerchhäuser angeordnet, die jeweils einen Giebel mit bewegtem Umriss in spätbarocken Formen zeigen. Der heutige Haupteingang mit Oberlicht liegt in der von Westen her dritten Achse und wird durch zwei Laternen in Rokokoformen hervorgehoben. An der Traufe findet sich ein später hinzugefügter Wasserspeier in Form eines Drachens.

## Ausstattung
Insgesamt fünf große Tagungsräume mit Platz für bis zu 60 Personen im größten Raum stehen den Nutzern zur Verfügung. Weiterhin sind ein Speisesaal und ein Kaminzimmer eingerichtet. Insgesamt 32 Gästezimmer mit 52 Betten mit Dusche und WC werden angeboten. Den Nutzern steht die allgemein übliche Tagungstechnik wie Beamer, DVD-Player, Flipchart, Pinnwände, WLAN zur Verfügung, außerdem in Raum 1 ein Flügel und im Raum 5 ein E-Piano. Die Räume sind teilweise über einen im Westen angebauten verglasten Fahrstuhl barrierefrei zu erreichen.